# Pogonoperca punctata
Pogonoperca punctata är en fiskart som först beskrevs av Valenciennes, 1830.  Pogonoperca punctata ingår i släktet Pogonoperca och familjen havsabborrfiskar. Inga underarter finns listade i Catalogue of Life.